# Басказик
Баскази́к (рос. Басказык) — присілок у складі Катайського району Курганської області, Росія. Входить до складу Верхньотеченської сільської ради.
Населення — 55 осіб (2010, 109 у 2002).
Національний склад станом на 2002 рік: росіяни — 95 %.